# John Bertrand (voile)
John Bertrand, né le 22 mars 1956 à San Mateo (Californie), est un skipper américain. 

## Carrière
John Bertrand participe aux Jeux olympiques de 1984 à Los Angeles et remporte la médaille d'argent dans l'épreuve du finn.